# Тараклія-де-Салчіє
Тараклі́я-де-Са́лчіє (рум. Taraclia de Salcie) — село в Кагульському районі Молдови, утворює окрему комуну.
Село розташоване на річці Мала Салча.